# Сейменски камък
Сейменски камък (Скалица) е връх в Отовишкия дял на Северозападна Рила. Висок е 2666 метра. Разположен е на Сейменския рид (познат още като Отовишки рид) на изток от Ашикларски връх и на запад от Отовишки връх.
Северните скатове на Сейменски камък са тревисто-скалисти и слизат стръмно към долината на река Отовица. Южните склонове към долината на река Дупнишка Бистрица са тревисти и по-полегати.